# Braunfleckige Beißschrecke

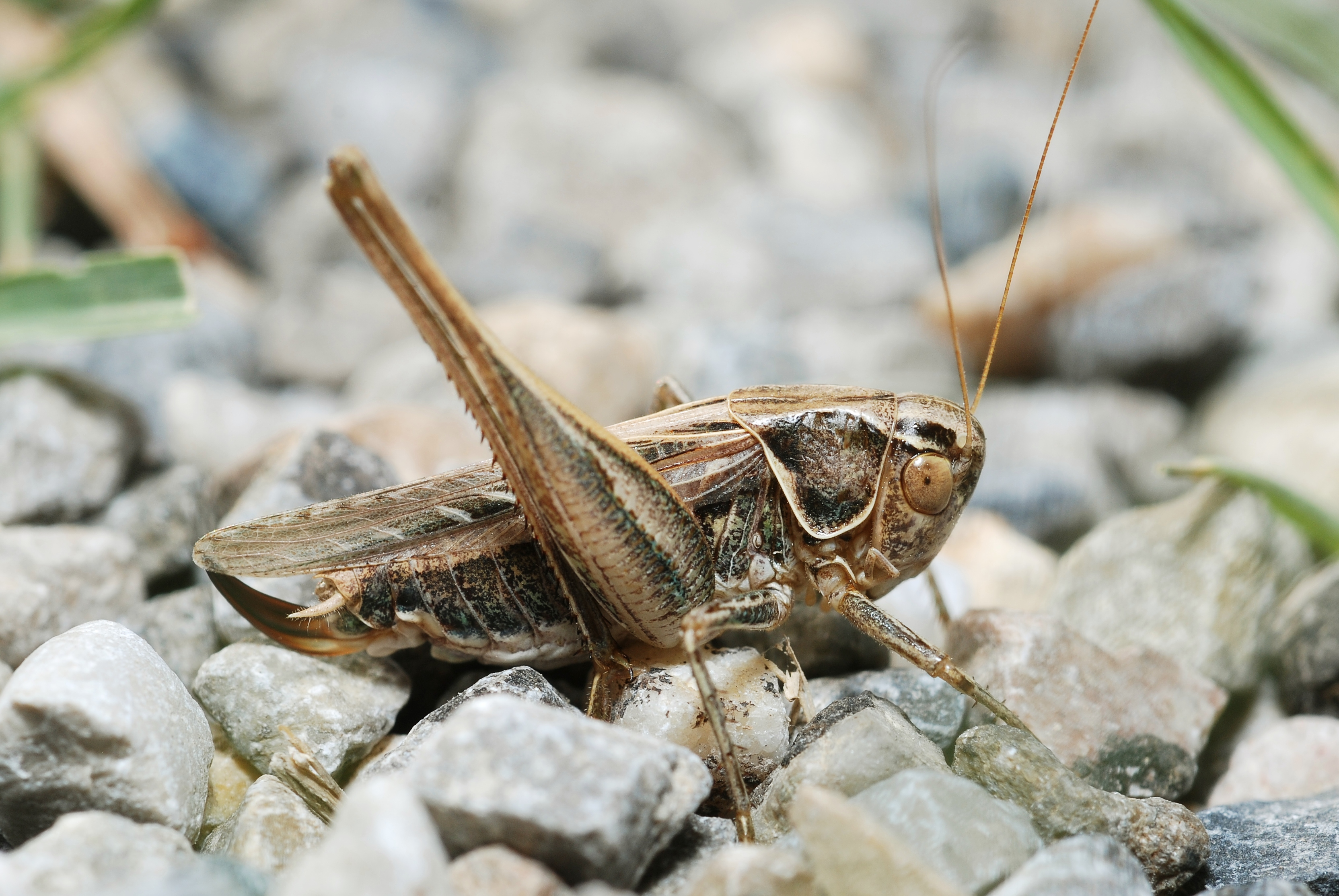
Weibchen der Braunfleckigen Beißschrecke

Die Braunfleckige Beißschrecke (Tessellana tessellata) ist eine Langfühlerschrecke aus der Unterfamilie der Tettigoniinae innerhalb der Laubheuschrecken (Tettigonioidea).

## Merkmale
Die Braunfleckige Beißschrecke ähnelt anderen Vertretern der Gattungen Platycleis, Tessellana und Montana in Färbung und Körperbau. Sie ist mit einer Körperlänge von 14 bis 16 Millimetern die kleinste in Deutschland vorkommende Beißschrecke. Der relativ kurze Hinterleib läuft hinten spitz zu, der Kopf ist groß. Ihre Fühler sind etwa körperlang, die Flügel reichen knapp über das Hinterleibsende. Die Art ist überwiegend gelbbraun bis braun gefärbt. Von den Fühlern über die Halsschild-Oberseite zieht sich beidseits der Körpermittelachse ein breites helles Band, das vor allem auf dem Kopf schwarz gesäumt ist. Zwischen diesen Bändern ist die Schrecke dunkelbraun. Die Ränder der dunklen Halsschildseitenlappen sind dünn gelblich gefärbt. Die Oberseite des Hinterleibs ist etwas heller als dessen Seiten, der Bauch ist gräulich. Über die Hinterschenkel zieht sich ein dunkler Streifen. Die fast sichelförmigen Flügel tragen je ein dunkelbraunes Längsband, das mit dünnen gelbbraunen Strichen zerteilt ist. Die Braunfleckige Beißschrecke besitzt braune Facettenaugen mit einem kleinen dunklen Punkt, der mit dem Betrachtungswinkel mitwandernden Pseudopupille. Der Legebohrer des Weibchens ist sichelförmig und mit 5 Millimetern Länge ungewöhnlich kurz.

## Lebensweise und Verbreitung
Der Gesang der Braunfleckigen Beißschrecke besteht aus kurzen ca. 0,2 Sekunden andauernden, kratzenden Versen. Sie werden mit etwa einer Sekunde Abstand vorgetragen und werden mit rebb umschrieben.
Die Art ist wärmeliebend und kommt nur auf trockenen Ödlandflächen mit wenig Bewuchs vor. Nachdem man sie jahrzehntelang nicht mehr gefunden hatte, wurde sie 1992 an drei Orten in der Umgebung des Kaiserstuhls wiederentdeckt: auf dem Flugplatz Freiburg, auf dem Standortübungsplatz Müllheim im Markgräflerland sowie auf dem Flugplatz Bremgarten, der inzwischen als Naturschutzgebiet ausgewiesen wurde. In Deutschland ist sie daher vom Aussterben bedroht und geschützt.
Bestätigte Vorkommen finden sich außerdem in Frankreich, Palästina, der Türkei, Südostrussland, Kasachstan, Kirgisistan, der Mongolei und im östlichen Nordwestrussland.
Imagines treten von Juli bis September auf.

## Systematik
Die Art wurde von Toussaint von Charpentier 1825, als Locusta tessellata, erstbeschrieben. Ein Homonym ist die von Fischer von Waldheim 1846 beschriebene Decticus tesselatus (ein Synonym von Platycleis intermedia intermedia (Serville, 1838)).
Die Art gehört zur sechs Arten umfassenden Gattung Tessellata und ist deren Typusart. Diese wurde lange Zeit als Untergattung von Platycleis aufgefasst, gilt aber heute als eigenständig. In älteren Werken ist sie darum unter dem synonymen Namen Platycleis tesselata aufgeführt. Es wird, neben der Nominatform, eine Unterart unterschieden, die in Zentralasien verbreitete Tessellana tessellata holoptera Ramme, 1951.

## Belege